# Лойд Хемънд
Лойд Блейни Хемънд (на английски: Lloyd Blaine Hammond) е американски тест пилот и астронавт от НАСА, участник в два космически полета.

## Образование
Лойд Хемънд завършва колежа Kirkwood High School в Сейнт Луис, Мисури през 1969 г. През 1973 г. получава бакалавърска степен по инженерни науки и механика от Академията на USAF, Колорадо Спрингс, Колорадо. През 1974 г. става магистър по същата специалност в Технологичния институт на Джорджия. След STS-64 Хемънд преминава 5 месеца интензивно обучение по руски език като подготовка за назначаването му като представител на НАСА в Русия.

## Военна кариера
Лойд Хемънд постъпва на служба в USAF през 1974 г. След едногодишен курс на обучение става боен пилот. От 1976 до 1979 г. служи в 496-а бойна ескадрила на 50-о тактическо авиокрило, Германия. Лети на самолет F4E Фантом ІІ. През 1980 г. е инструктор в авиобазата Уилямс, Аризона. През 1981 г. завършва Имперската школа за тест пилоти във Великобритания. През 1982 г. е назначен за инструктор в авиобазата Едуардс, Калифорния. В кариерата си има повече от 4500 полетни часа на 15 американски и 10 британски типа реактивни самолети.

## Служба в НАСА
Лойд Хемънд е избран за астронавт от НАСА на 23 май 1984 г., Астронавтска група №10. През юни 1985 г. завършва общия курс на обучение и получава квалификация пилот по програмата Спейс шатъл. Той вземал участие в два космически полета. В края на 1994 г. става шеф на отдела по поддръжка на полетите и главен супервайзер на CAPCOM екипите в НАСА и това слага край на активната му летателна дейност.

### Полети
| Космически полети на Лойд Блейни Хемънд                          | Космически полети на Лойд Блейни Хемънд | Космически полети на Лойд Блейни Хемънд | Космически полети на Лойд Блейни Хемънд | Космически полети на Лойд Блейни Хемънд | Космически полети на Лойд Блейни Хемънд | Космически полети на Лойд Блейни Хемънд |
| №                                                                | Дата                                    | КК                                      | Емблема на мисията                      | Функции                                 | Продължителност                         |                                         |
| ---------------------------------------------------------------- | --------------------------------------- | --------------------------------------- | --------------------------------------- | --------------------------------------- | --------------------------------------- | --------------------------------------- |
| 1                                                                | 28 април 1991                           | „Дискавъри“, мисия STS-39               |                                         | Пилот                                   | 8 денонощия 07 часа 22 мин. 23 сек.     |                                         |
| 2                                                                | 9 септември 1994                        | „Дискавъри“, мисия STS-64               |                                         | Пилот                                   | 10 денонощия 22 часа 49 мин. 57 сек.    |                                         |
| Сумарно време в космоса – 19 денонощия 06 часа 11 минути 20 сек. |                                         |                                         |                                         |                                         |                                         |                                         |

## Награди
- Медал за отлична служба;
- Медал за похвала на USAF (2);
- Медал на НАСА за участие в космически полет (2).